# Oxychirota ceylonica
Oxychirota ceylonica är en fjärilsart som beskrevs av George Francis Hampson 1906. Oxychirota ceylonica ingår i släktet Oxychirota och familjen Tineodidae. Inga underarter finns listade i Catalogue of Life.